# Bor (Värnamo kommun)
 For alternative betydninger, se Bor. (Se også artikler, som begynder med Bor)
Bor [ˈbå·r] er en svensk stationsby i Småland med 1.256 indbyggere. Bor hører under Värnamo kommun, Jönköpings län og er beliggende 12 km. sydøst for Värnamo.

Bor Station ligger på Kust till Kust-jernbanen (dansk: Kyst til Kyst), der betjenes af SJ. Byen gennemskæres af landevejen Riksväg 27 mellem Gøteborg og Karlskrona. Bor har egen folkeskole og dagligvareforretning, Coop Nära, og et aktivt foreningsliv. OL-medaljetageren John Ljunggren er fra Bor.